# Eupithecia goodsoni
Eupithecia goodsoni är en fjärilsart som beskrevs av Edward Alfred Cockayne 1953. Eupithecia goodsoni ingår i släktet Eupithecia och familjen mätare. Inga underarter finns listade i Catalogue of Life.